# جيف كامبل
جيف كامبل (بالإنجليزية: Jeff Campbell)‏ (25 أغسطس 1979 نيوزيلندا نيوزيلندا - ) هو لاعب كرة قدم نيوزلندي يلعب كمهاجم.

## روابط خارجية
- جيف كامبل على موقع الاتحاد الدولي (مؤرشف)  (الإنجليزية)
- جيف كامبل على موقع قاعدة بيانات كرة القدم.إي يو (الإنجليزية)
- جيف كامبل على موقع ناشيونال فوتبول تيمز (الإنجليزية)